# موروران، هوکایدو
موروران در استان هوکایدو در کشور ژاپن واقع شده‌است که دارای جمعیت ۹۷٬۵۶۸ نفر و مساحت ۸۰٫۶۵ کیلومتر مربع با تراکم جمعیت ۱٬۲۱۰ نفر در کیلومترمربع است و در تاریخ ۱ اوت ۱۹۲۲ به عنوان شهر شناخته شد.

## نگارخانه

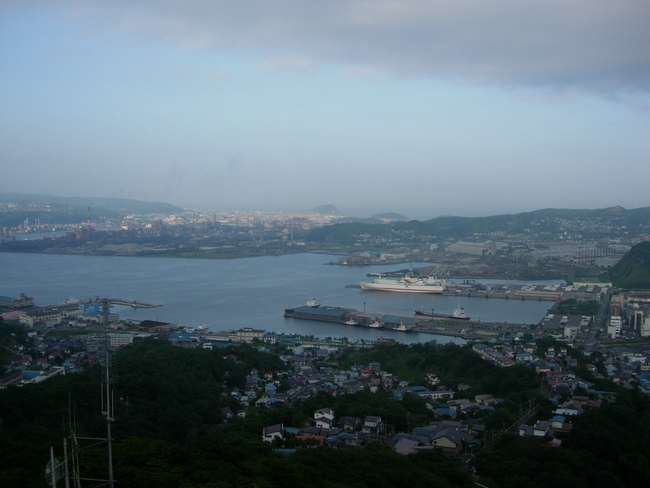
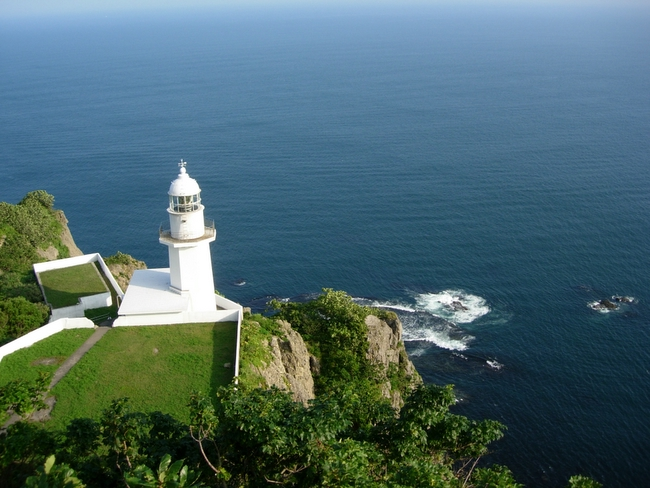
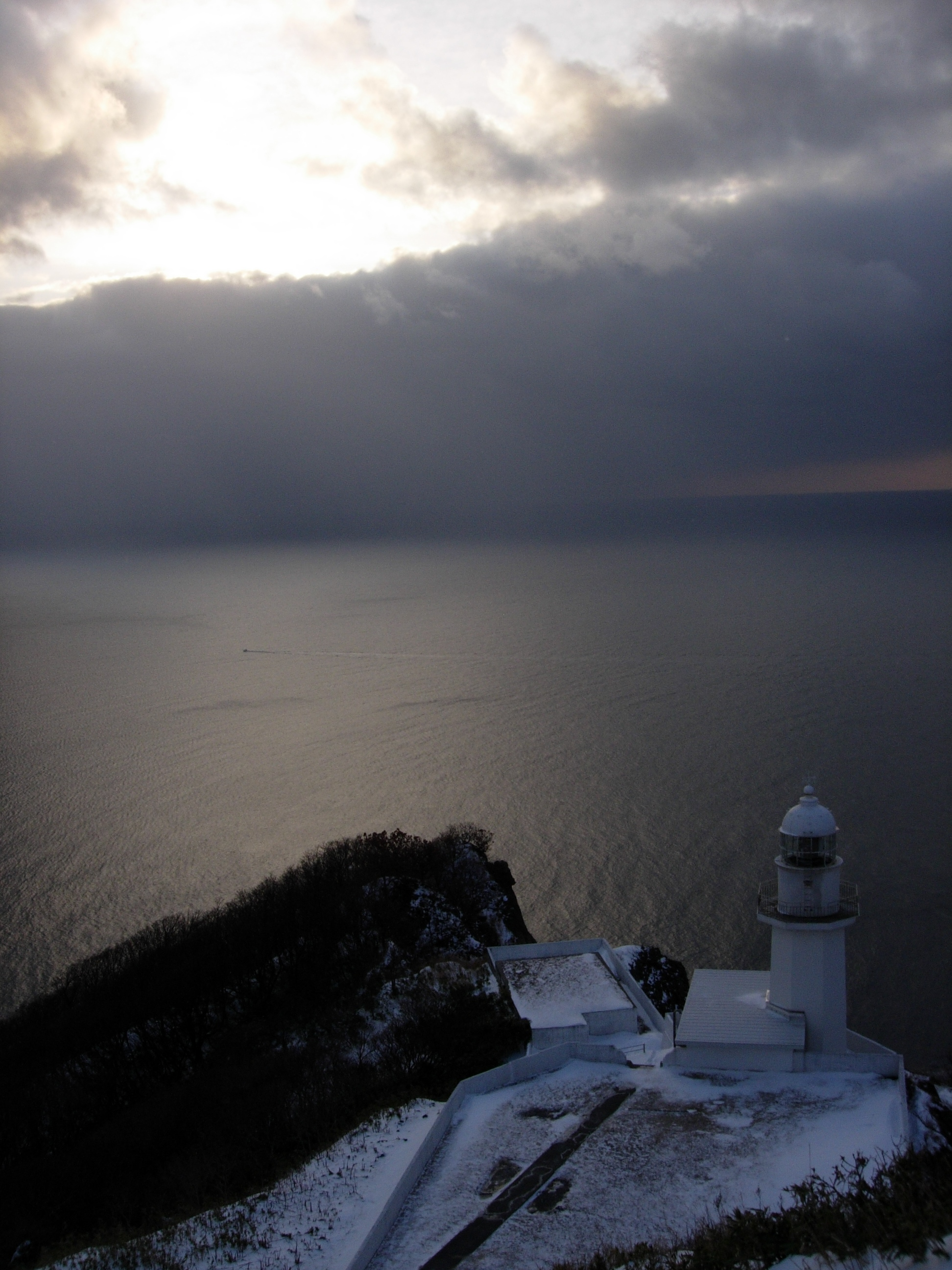